# SingStar Ultimate Party
SingStar Ultimate Party è l'ultima edizione di Singstar uscita per PlayStation 3. A differenza dei precedenti consente di utilizzare, oltre ai classici microfoni, anche uno smartphone utilizzando l'app Singstar Mic. Il gioco è stato pubblicato il 29 ottobre 2014 in Europa.

## Tracce presenti nel gioco
- 5 Seconds of Summer - "She Looks So Perfect"
- Avicii - "Hey Brother"
- Bridgit Mendler - "Ready or Not"
- Carly Rae Jepsen - "Call Me Maybe"
- Clean Bandit con Jess Glynne - "Rather Be"
- Coldplay - "Magic"
- Demi Lovato - "Let It Go"
- Disclosure con AlunaGeorge - "White Noise"
- Ed Sheeran - "Lego House"
- Ellie Goulding - "Burn"
- Icona Pop con Charli XCX - "I Love It"
- John Newman - "Love Me Again"
- Kylie Minogue - "Can't Get You Out of My Head"
- Lady Gaga - "Born This Way"
- Lionel Richie - "Hello"
- Lorde - "Royals"
- Naughty Boy con Sam Smith - "La La La"
- Olly Murs - "Dear Darlin'"
- One Direction - "Best Song Ever"
- OneRepublic - "Counting Stars"
- P!nk con Nate Ruess - "Just Give Me a Reason"
- Paramore - "Still into You"
- Pet Shop Boys & Dusty Springfield - "What Have I Done to Deserve This?"
- Pharrell Williams - "Happy"
- Plan B - "She Said"
- Selena Gomez - "Come and Get It"
- Swedish House Mafia con John Martin - "Don't You Worry Child"
- The Lumineers - "Ho Hey"
- TLC - "No Scrubs"
- Train - "Drive By"